# Petermannia cirrosa
Genre
Espèce
Classification APG III (2009)

## Liste d'espèces
Selon World Checklist of Selected Plant Families (WCSP) (26 juil. 2010) et NCBI (26 juil. 2010) :
- genre Petermannia F.Muell. (1860)
  - Petermannia cirrosa F.Muell.

### GenrePetermannia
- (en) World Checklist of Selected Plant Families (WCSP) : Petermannia F.Muell. (1860)
- (en) Catalogue of Life : Petermannia F.Muell. (consulté le 8 avril 2023)
- (en) NCBI : Petermannia (taxons inclus)

### EspècePetermannia cirrosa
- (en) World Checklist of Selected Plant Families (WCSP) : Petermannia cirrosa
- (en) Catalogue of Life : Petermannia cirrosa F.Muell. (consulté le 18 décembre 2020)
- (en) NCBI : Petermannia cirrosa (taxons inclus)